# Episodi di Innamorati pazzi (sesta stagione)
La sesta stagione della serie televisiva Innamorati pazzi è stata trasmessa negli Stati Uniti dal 23 settembre 1997 al 19 maggio 1998 dalla NBC.
In Italia la stagione è andata in onda dal 19 febbraio al 7 maggio 2002 sul canale Italia 1.
| nº | Titolo originale           | Titolo italiano             | Prima TV USA      | Prima TV Italia  |
| -- | -------------------------- | --------------------------- | ----------------- | ---------------- |
| 1  | Coming Home                | Ritorno a casa              | 23 settembre 1997 | 19 febbraio 2002 |
| 2  | Letters to Mabel           | Lettere a Mabel             | 30 settembre 1997 | 19 febbraio 2002 |
| 3  | Speed Baby                 | Che notte!                  | 28 ottobre 1997   | 26 febbraio 2002 |
| 4  | Uncle Phil and the Coupons | I buoni dello zio Phil      | 4 novembre 1997   | 26 febbraio 2002 |
| 5  | Moody Blues                | Malinconico Blues           | 11 novembre 1997  | 5 marzo 2002     |
| 6  | The Magic Pants            | I pantaloni magici          | 18 novembre 1997  | 5 marzo 2002     |
| 7  | Le Sex Show                | Il sexy show                | 25 novembre 1997  | 12 marzo 2002    |
| 8  | The New Friend             | Paul il genio               | 9 dicembre 1997   | 12 marzo 2002    |
| 9  | The Conversation           | Le prime indipendente       | 16 dicembre 1997  | 19 marzo 2002    |
| 10 | Breastfeeding              | L'ora della pappa           | 6 gennaio 1998    | 19 marzo 2002    |
| 11 | Good Old Reliable Nathan   | Il buon vecchio Nathan      | 13 gennaio 1998   | 26 marzo 2002    |
| 12 | Separate Planes            | In viaggio con papà         | 20 gennaio 1998   | 26 marzo 2002    |
| 13 | Cheating on Sheila         | Questo pazzo mondo          | 20 febbraio 1998  | 2 aprile 2002    |
| 14 | Back to Work               | Un nuovo impiego            | 3 marzo 1998      | 2 aprile 2002    |
| 15 | The Second Mrs. Buchman    | Dalla Russia con amore      | 17 marzo 1998     | 9 aprile 2002    |
| 16 | The Coin of Destiny        | La moneta del destino       | 24 marzo 1998     | 9 aprile 2002    |
| 17 | The Caper                  | Il furto                    | 31 marzo 1998     | 16 aprile 2002   |
| 18 | The Baby Video             | Un video per bambini        | 14 aprile 1998    | 16 aprile 2002   |
| 19 | Fire at Riff's             | Fiamme e amore              | 28 aprile 1998    | 23 aprile 2002   |
| 20 | Mother's Day               | La festa della mamma        | 5 maggio 1998     | 23 aprile 2002   |
| 21 | Paul Slips in the Shower   | Chi ha mangiato i biscotti? | 12 maggio 1998    | 30 aprile 2002   |
| 22 | Nat & Arley                | Bonsai                      | 19 maggio 1998    | 30 aprile 2002   |
| 23 | The Finale                 | La tata                     | 19 maggio 1998    | 7 maggio 2002    |